# Nagyatádi járás
A Nagyatádi járás Somogy vármegyéhez tartozó járás Magyarországon 2013-tól, székhelye Nagyatád. Területe 647,07 km², népessége 26 100 fő, népsűrűsége pedig 40 fő/km² volt 2013. elején. 2013. július 15-én egy város (Nagyatád) és 17 község tartozott hozzá.
A Nagyatádi járás a járások 1983-as megszüntetése előtt is mindvégig létezett, és székhelye az állandó járási székhelyek kijelölése (1886) óta mindig Nagyatád volt.

## Települései
| Település        | Rang (2013. július 15.) | Közös hivatal | Kistérség (2013. január 1.) | Népesség (2013. január 1.) | Terület (km²) |
| ---------------- | ----------------------- | ------------- | --------------------------- | -------------------------- | ------------- |
| Nagyatád         | járásszékhely város     |               | Nagyatádi                   | 10 921                     | 70,6          |
| Bakháza          | község                  | Kutas         | Nagyatádi                   | 191                        | 5,92          |
| Beleg            | község                  | Segesd        | Nagyatádi                   | 592                        | 17,99         |
| Bolhás           | község                  | Somogyszob    | Nagyatádi                   | 436                        | 31,43         |
| Görgeteg         | község                  | Lábod         | Nagyatádi                   | 1 111                      | 33,5          |
| Háromfa          | község                  | Lábod         | Nagyatádi                   | 788                        | 42,14         |
| Kaszó            | község                  | Somogyszob    | Nagyatádi                   | 110                        | 22,48         |
| Kisbajom         | község                  | Kutas         | Nagyatádi                   | 417                        | 13,67         |
| Kutas            | község                  | Kutas         | Nagyatádi                   | 1 456                      | 36,55         |
| Lábod            | község                  | Lábod         | Nagyatádi                   | 2 048                      | 66,51         |
| Nagykorpád       | község                  | Lábod         | Nagyatádi                   | 608                        | 33,42         |
| Ötvöskónyi       | község                  | Segesd        | Nagyatádi                   | 925                        | 27,71         |
| Rinyabesenyő     | község                  | Lábod         | Nagyatádi                   | 209                        | 28,63         |
| Rinyaszentkirály | község                  | Lábod         | Nagyatádi                   | 394                        | 30,56         |
| Segesd           | község                  | Segesd        | Nagyatádi                   | 2 528                      | 73,09         |
| Somogyszob       | község                  | Somogyszob    | Nagyatádi                   | 1 586                      | 40,08         |
| Szabás           | község                  | Kutas         | Nagyatádi                   | 597                        | 18,11         |
| Tarany           | község                  | Kutas         | Nagyatádi                   | 1 183                      | 54,68         |